# 何裕城
何裕城（1726年—1790年），字福天，号惺庵。清朝浙江山阴人，河南巡抚何煟之子。
乾隆年间，由贡生捐赀授任道员。跟随父亲治河，熟悉河防事宜，著有《全河指要》。担任江南河库道，受命署理河东河道总督，参与黄河仪封工程，督修青龙冈、伊家河两处工程，有成效。对于黄河、运河、江西水利多有建言，皆得准行。历任河南巡抚、陕西巡抚、江西巡抚、安徽巡抚。乾隆五十五年去世。